# Iñaki Montes de la Torre
Iñaki Montes de la Torre (* 3. Oktober 2002 in Pamplona) ist ein spanischer Tennisspieler.

## Karriere
Montes de la Torre spielte bis 2020 auf der ITF Junior Tour. In der Jugend-Rangliste erreichte er mit Rang 85 seine höchste Notierung. Bei Grand-Slam-Turnieren trat er nicht in Erscheinung. 2019 wurde er spanischer Juniorenmeister.
2020 begann Montes de la Torre ein Studium der Volkswirtschaftslehre an der University of Virginia, wo er auch College Tennis spielte. Erste Profiturniere spielte er 2021, als er auf der drittklassigen ITF Future Tour im Einzel und Doppel jeweils ein Finale erreichte (Titel im Doppel) und damit im Einzel in die Top 800 der Tennisweltrangliste einzog. Im Doppel stand er auf Platz 1008. 2022 gewann er jeweils einen weiteren Future-Titel. Auf der ATP Challenger Tour verbuchte er in Charlottesville beim ersten Turnier dieser Kategorie den ersten Sieg im Hauptfeld (gegen Peter Polansky). Beim selben Turnier zog er ein Jahr später erstmals ins Viertelfinale ein, nachdem er die Nummer 178, Aleksandar Kovacevic, geschlagen hatte. Eine Woche später in Knoxville unterlag er Kovacevic in der zweiten Runde. Der erste Challenger-Einsatz im Doppel führte in Segovia gleich zum ersten Titel dieser Kategorie. Damit beendete der Spanier das Jahr auf Rang 514 im Einzel und 431 im Doppel und damit jeweils knapp hinter seinem Karrierehoch.

## Erfolge
| Legende (Anzahl der Siege) |
| Grand Slam                 |
| ATP Finals                 |
| ATP Tour Masters 1000      |
| ATP Tour 500               |
| ATP Tour 250               |
| ATP Challenger Tour (2)    |

### Doppel

#### Turniersiege
| Nr. | Datum         | Turnier    | Belag     | Partner                | Finalgegner                      | Ergebnis  |
| --- | ------------- | ---------- | --------- | ---------------------- | -------------------------------- | --------- |
| 1.  | 30. Juli 2022 | Segovia    | Sand      | Nicolás Álvarez Varona | Benjamin Lock Courtney John Lock | 7:63, 6:3 |
| 2.  | 21. Juli 2025 | Pozoblanco | Hartplatz | Sun Fajing             | Antani Genow Roy Stepanov        | 6:1, 7:68 |